# Ytrac
Ytrac (okzitanisch: Eitrac) ist eine Gemeinde in der französischen Region Auvergne-Rhône-Alpes und mit 4316 Einwohnern (Stand 1. Januar 2022). Die Gemeinde gehört zum Arrondissement Aurillac und zum Kanton Aurillac-1. Die Einwohner werden Ytracois genannt.

## Lage
Ytrac liegt im Zentralmassiv zwischen den Flüssen Authre und Cère und grenzt unmittelbar an das Stadtgebiet von Aurillac, etway 6,5 Kilometer westsüdwestlich vom Stadtkern Aurillacs entfernt. Die Gemeinde selbst besteht aus den Ortschaften Le Bex, Espinat und Ytrac.

## Geschichte
Die Burganlage von Ytrac (Château d’Ytrac) war eine primitive Festung. dagegen genießt das Château de Lamartinie, das 1592 errichtet wurde, den Status Monument historique (PA00093726).

## Bevölkerungsentwicklung
| Jahr                       | 1962 | 1968 | 1975 | 1982 | 1990 | 1999 | 2006 | 2016 |
| Einwohner                  | 1259 | 1237 | 1643 | 2673 | 3367 | 3330 | 3718 | 4246 |
| Quellen: Cassini und INSEE |      |      |      |      |      |      |      |      |

## Sehenswürdigkeiten
Die Herrenhäuser, Schlösser und Burgen:
- Château d’Espinassols
- Demeure de Foulan
- Château de Lamartinie
- Demeure de Vielle
- Château d’Ytrac

## Persönlichkeiten
- Antonin Magne (1904–1983), Radrennfahrer
- Arsène Vermenouze (1850–1910), Schriftsteller